# Ketosyra

Pyrodruvsyra (överst), acetoacetat och levulinsyra (nederst)

Ketosyror (även kallade oxosyror) är organiska föreningar som innehåller en karboxylsyragrupp (−COOH) och en ketongrupp (>C = O). I flera fall hydratiseras ketogruppen. Alfaketosyrorna är särskilt viktiga inom biologin eftersom de är involverade i Krebs citronsyracykel och i glykolys.
Vanliga typer av ketosyror är: 
- Alfa-ketosyror eller 2-oxosyror har ketongruppen intill karboxylsyran. De uppstår ofta genom oxidativ deaminering av aminosyror, och ömsesidigt är de föregångare till samma. Alfa-ketosyror har omfattande kemisk användning som acylationsmedel.[3] Dessutom är alfa-ketosyror såsom fenyl-pyrodruvsyra endogena källor för kolmonoxid (som gastransmitter) och farmaceutisk prodrogställning.[4] Viktiga företrädare:
  - pyrodruvsyra, genomgripande intermediär i ämnesomsättningen.
  - oxalättiksyra, en komponent i Krebs-cykeln.[5]
  - alfa-ketoglutarat, en 5-kol ketosyra härrörande från glutaminsyra. Alfa-ketoglutarat deltar i cellsignalering genom att fungera som ett koenzym.[6] Det används ofta i transamineringsreaktioner.
- Beta-ketosyror eller 3-oxosyror, såsom acetoacetat, har ketongruppen vid det andra kolet från karboxylsyran. De bildas vanligtvis av Claisen-kondensationen. Närvaron av ketongruppen vid beta-positionen gör att de enkelt kan genomgå termisk dekarboxylering.[7]
- Gamma-ketosyror eller 4-oxosyror har ketongruppen vid det tredje kolet från karboxylsyran. Levulinsyra är ett exempel.

Ketosyror förekommer i en mängd olika anabola vägar i ämnesomsättningen. Till exempel, i växter (specifikt i odört, köttätande växter och vildpersilja), omvandlas 5-oxo-oktansyra i enzymatiska och icke-enzymatiska steg till den cykliska klassen av koniinalkaloider.
När intaget socker och kolhydrathalter är låga är lagrade fetter och proteiner den primära källan till energiproduktion. Glukogena aminosyror från proteiner omvandlas till glukos. Ketogena aminosyror kan deamineras för att producera alfa-ketosyror och ketonkroppar.
Alfa-ketosyror används främst som energi för leverceller och i fettsyrasyntes, även i levern.